# Seznam kancléřů Rakouska
Seznam kancléřů Rakouska představuje chronologický přehled osob, které zastávaly úřad spolkového kancléře (Bundeskanzler). Kancléř je hlavou vlády. Ačkoli se jedná o systém tzv. prvního mezi rovnými, a všichni členové spolkového kabinetu jsou si rovni, má kancléř přesto největší politický vliv a fakticky je vůdcem výkonné moci.

## Kancléři první republiky
| Kancléři první republiky (1918–1938) | Kancléři první republiky (1918–1938) | Kancléři první republiky (1918–1938) | Kancléři první republiky (1918–1938) |
| Osoba                                | životní data                         | ve funkci                            | strana                               |
| ------------------------------------ | ------------------------------------ | ------------------------------------ | ------------------------------------ |
| Karl Renner                          | 1870–1950                            | 1918–1920                            | SDAP                                 |
| Michael Mayr                         | 1864–1922                            | 1920–1921                            | CS                                   |
| Johann Schober                       | 1874–1932                            | 1921–1922                            | bezpartijní                          |
| Walter Breisky                       | 1871–1944                            | 1922                                 | bezpartijní                          |
| Johann Schober                       | 1874–1932                            | 1922                                 | bezpartijní                          |
| Ignaz Seipel                         | 1876–1932                            | 1922–1924                            | CS                                   |
| Rudolf Ramek                         | 1881–1941                            | 1924–1926                            | CS                                   |
| Ignaz Seipel                         | 1876–1932                            | 1926–1929                            | CS                                   |
| Ernst Streeruwitz                    | 1874–1952                            | 1929                                 | CS                                   |
| Johann Schober                       | 1874–1932                            | 1929–1930                            | bezpartijní                          |
| Carl Vaugoin                         | 1873–1949                            | 1930                                 | CS                                   |
| Otto Ender                           | 1875–1960                            | 1930–1931                            | CS                                   |
| Karl Buresch                         | 1878–1936                            | 1931–1932                            | CS                                   |
| Engelbert Dollfuss                   | 1892–1934                            | 1932–1934                            | CS/VF                                |
| Kurt Schuschnigg                     | 1897–1977                            | 1934–1938                            | VF                                   |
| Arthur Seyß-Inquart                  | 1892–1946                            | 1938                                 | NSDAP                                |

Vysvětlivky
1. ↑  Engelbert Dollfuss ustavil v květnu 1932 kabinet, který se opíral v parlamentu o převahu jednoho hlasu. V březnu 1933 vláda ukončila činnost parlamentu a začala vládnout na základě zmocňovacího zákona z roku 1917. Došlo ke zrušení ústavního soudu, omezení moci soudů obecných, omezení svobody shromažďování a tisku, všechny dosavadní politické strany byly nahrazeny Vlasteneckou frontou.
2. ↑  Kurt von Schuschnigg rezignoval po referendu (10. března 1938) o připojení k Německu.
3. ↑  Arthur Seyß-Inquart, byl nacistický ministr vnitra, který nahradil ve funkci Schusnigga po jeho rezignaci (11. března 1938). Dne 12. března 1938 Německo obsadilo Rakousko a o den později (13. března 1938), podepsal Seyss-Inquart tzv. anšlus Rakouska (připojení) k Německu.

## Kancléři druhé republiky
| Kancléři druhé republiky (od 1945)  | Kancléři druhé republiky (od 1945) | Kancléři druhé republiky (od 1945) | Kancléři druhé republiky (od 1945) |
| Osoba                               | životní data                       | ve funkci                          | strana                             |
| ----------------------------------- | ---------------------------------- | ---------------------------------- | ---------------------------------- |
| Karl Renner                         | 1870–1950                          | 1945                               | SDAP/SPÖ                           |
| Leopold Figl                        | 1902–1965                          | 1945–1953                          | ÖVP                                |
| Julius Raab                         | 1891–1964                          | 1953–1961                          | ÖVP                                |
| Alfons Gorbach                      | 1898–1972                          | 1961–1964                          | ÖVP                                |
| Josef Klaus                         | 1910–2001                          | 1964–1970                          | ÖVP                                |
| Bruno Kreisky                       | 1911–1990                          | 1970–1983                          | SPÖ                                |
| Fred Sinowatz                       | 1929–2008                          | 1983–1986                          | SPÖ                                |
| Franz Vranitzky                     | * 1937                             | 1986–1997                          | SPÖ                                |
| Viktor Klima                        | * 1947                             | 1997–2000                          | SPÖ                                |
| Wolfgang Schüssel                   | * 1945                             | 2000–2007                          | ÖVP                                |
| Alfred Gusenbauer                   | * 1960                             | 2007–2008                          | SPÖ                                |
| Werner Faymann                      | * 1960                             | 2008–2016                          | SPÖ                                |
| Reinhold Mitterlehner (zastupující) | * 1955                             | 2016                               | ÖVP                                |
| Christian Kern                      | * 1966                             | 2016–2017                          | SPÖ                                |
| Sebastian Kurz                      | * 1986                             | 2017–2019                          | ÖVP                                |
| Hartwig Löger (zastupující)         | * 1966                             | 2019                               | ÖVP                                |
| Brigitte Bierleinová                | 1949–2024                          | 2019–2020                          | bezpartijní                        |
| Sebastian Kurz                      | * 1986                             | 2020–2021                          | ÖVP                                |
| Alexander Schallenberg              | * 1969                             | 2021                               | ÖVP                                |
| Karl Nehammer                       | * 1972                             | 2021–2025                          | ÖVP                                |
| Alexander Schallenberg              | * 1969                             | 2025                               | ÖVP                                |
| Christian Stocker                   | * 1960                             | od 2025                            | ÖVP                                |